# Dan (Bible)
Pour les articles homonymes, voir Dan.
Dan (en hébreu: דן - justice) est le cinquième fils de Jacob, patriarche israélite d'après la Bible. Il a pour mère Bilha, servante de Rachel qui est alors stérile.
Dan fait son testament âgé de 125 ans et meurt.
Il donne son nom à la tribu de Dan et au Gush Dan.

## Récit biblique

### Dan et son demi-frère Joseph
Joseph rapporte à son père Jacob la mauvaise réputation de Dan et Nephtali (fils de Bilha) et de Gad et Aser (fils de Zilpa). C'est ainsi que Joseph dit à son père Jacob que Dan, Nephtali, Gad et Aser dévorent les meilleures bêtes du troupeau. En réalité Joseph les a vus manger un agneau agonisant retiré de la bouche d'un ours tué par Gad. Un jour Jacob envoie son fils Joseph rejoindre ses frères qui font paître son petit bétail. Les frères de Joseph complotent pour le tuer et Siméon et Gad s'apprêtent à le tuer. Joseph se met alors derrière Zabulon et les supplie de ne pas le tuer. Ruben intervient et leur dit de ne pas le tuer mais de le jeter dans un puits, son intention étant de l'en retirer plus tard. Finalement Joseph est dévêtu de sa tunique et jeté dans un puits sans eau où il reste affamé pendant trois jours et trois nuits. Juda surveille le puits asséché pendant deux jours et deux nuits craignant que Siméon et Gad ne tuent Joseph. Zabulon est ensuite chargé de surveiller ce puits jusqu'à la vente de Joseph. 
Juda propose de vendre Joseph à une caravane d'Ismaélites se rendant en Égypte. Des Madianites retirent Joseph du puits sans eau et il est vendu pour vingt pièces d'argent. Avant d'être vendu, Joseph est revêtu d'un vieux vêtement d'esclave. En réalité, Gad et Juda le vendent pour trente pièces d'or, en cachent dix et en montrent vingt à leurs frères. Siméon, Gad et six de leurs frères achètent des sandales. Ruben, parti chercher du nécessaire stocké à Dotham, n'est pas au courant de cette transaction et retourne au puits sans eau mais ne retrouve pas Joseph. 
La tunique de Joseph est trempée dans le sang d'un bouc égorgé par Dan et portée à leur père Jacob par Nephtali. Jacob pense que son fils Joseph est mort dévoré par une bête sauvage et se montre inconsolable.

### Dan en Égypte
À la suite d'une famine les fils de Jacob, dont Dan et sauf Benjamin, font un premier voyage pour acheter du blé en Égypte et sont mis en prison pendant trois jours. Ils sont libérés mais Joseph retient prisonnier Siméon et leur donne finalement du blé à emporter. Joseph exige qu'ils fassent venir à lui Benjamin pour libérer Siméon.
La famine continuant les fils de Jacob, dont Dan et Benjamin le plus jeune fils, font un deuxième voyage pour acheter du blé en Égypte. Siméon est libéré puis Joseph se fait reconnaître à ses frères qui retournent en Canaan avec de nombreux présents et apprennent à Jacob que Joseph est toujours vivant.
Jacob et toute sa descendance, dont Dan s'installent en Égypte.
Avant de mourir Jacob le père de Dan le bénit et le compare à un serpent et à une vipère.

### Dan et son fils Houshim
Jacob, le père de Dan, meurt âgé de 147 ans.
Houshim le fils sourd et muet de Dan décapite Ésaü qui refuse que Jacob soit enterré dans la grotte du champ de Makpéla,,,. Une autre version indique qu'Ésaü tombe sous l'arc de Jacob et est emporté mort au mont Séïr.
Jacob est enterré dans la grotte du champ de Makpéla acquise comme propriété funéraire par Abraham auprès d'Ephron le Hittite.

### Dan et son descendant Samson
Dan a pour descendant le célèbre  juge Samson fils de Manoah,.

### Dan ancêtre d'une ville portant son nom
Les descendants de Dan s'emparent de la ville de Lésem ou Laïsh et la renomme Dan du nom de leur ancêtre Dan,.

### Dan et son descendant l'artisan Hiram
Hiram est le fils d'une veuve de la tribu de Dan (son père ou sa mère descend de Dan) et son père était un habitant de la ville de Tyr. La mère d'Hiram est aussi de la Tribu de Nephthali (son père ou sa mère descend de Nephtali). Hiram exécute des ouvrages en cuivre pour le Temple de Salomon,,.